# 曼谷航空125号班机空难
1990年11月21日，曼谷航空125次航班在恶劣天气下从廊曼国际机场飞往苏梅国际机场，在即将降落时由于操作错误导致飞机坠毁，造成机上33名乘客和5名机组人员全部死亡。这是曼谷航空公司第一起造成人员死亡的航班事故。最终调查判定是由于空间定向错误所致。

## 事故
1990年11月21日9点58分（UTC），曼谷航空125次航班从廊曼国际机场起飞；在仪器飞行模式下，飞机持续飞升至2100英尺。飞机于10点45分接近苏梅国际机场，随后机组人员联系了控制塔，被告知17号跑道正在运行、机场东南有雨且地面风向正在变化，随后被指示改用35号跑道。在试图降入35号跑道时，由于空间定向错误，导致飞机航进方向偏离既定轨道。塔台指示飞机向左转弯以避开前方山脉，但飞机开始失控，并在空中撑开襟翼向左翻滚。飞机在据苏梅岛机场西南5公里外的一个椰子农场坠毁，机上33名乘客和5名机组人员全部遇难。此次事故也是曼谷航空公司第一起造成人员死亡的航班事故。

## 机型
飞机机型是一架出厂两年的德哈维兰加拿大DHC-8-103，编号为HS-SKI，在1989年首次飞行。截至事故发生前，飞机已累计飞行3,416小时，共计2,998次飞行周期。